# Xã New London, Quận Kandiyohi, Minnesota
Xã New London (tiếng Anh: New London Township) là một xã thuộc quận Kandiyohi, tiểu bang Minnesota, Hoa Kỳ. Năm 2010, dân số của xã này là 2.943 người.